# マリッジトキシン
『マリッジトキシン』は、原作：静脈、作画：依田瑞稀による日本の漫画作品。ウェブコミック配信サイト『少年ジャンプ+』（集英社）にて2022年4月20日より連載中。本作が静脈の連載デビュー作である。

## 沿革
2022年4月20日、『少年ジャンプ+』で連載開始。同年8月4日に単行本第1巻が発売された際には本作のPVを公開。帯には吾峠呼世晴がコメントとイラストを寄せている。第1巻の発売後にはすぐに重版がかかった。同年11月4日、第2巻の発売を記念してYouTubeのジャンプチャンネルにてショート動画形式のPVを公開。「下呂がお菓子好きであり、劇中に実在の商品に似たお菓子が登場している」ことから、帯にはクラシエフーズの知育菓子である「大人のねるねるねるね」の開発担当者が推薦コメントを寄稿している。本作と菓子がコラボレートを果たした。
2023年2月発売の第3巻では、依田がアシスタントを務めた経験がある芥見下々から、帯に描きおろしイラストと推薦コメントを寄せられている。同年4月発売の第4巻の帯では『機動戦士ガンダム 水星の魔女』のキャラクターデザイン原案のモグモがイラストと推薦コメントを寄稿。
2023年7月発売の第5巻では、本作のファンであるウェザーニュースLiVEキャスターの檜山沙耶から帯コメントを寄せられた。

## あらすじ
殺し屋の下呂ヒカルが、婚活アドバイザー城崎メイの助言を元に婚活する過程で、自身の家の問題に巻き込まれていく。
下呂は婚活を目的としマッチング相手の元に行くが、城崎はヤミナビに下呂をボディガードとして依頼を募集しているため、ボディガードの仕事をする下呂の活躍に依頼者たちが心奪われていくというストーリー。

## 登場人物

### 主要人物
下呂ヒカル（げろ ヒカル）
声 - 伊東健人
本作の主人公。殺し屋で、女性が苦手。お菓子が好き。
数百年以上の歴史を持つ『毒使い』の家系の次期後継者。本人は実家を継ぐことに乗り気ではないが、妹のアカリが恋人と添い遂げられるようにするため、自身の結婚相手を探している。ただし女性の扱いが苦手であり、仕事先で助けた城崎に助けてもらっている。
城崎メイ（きのさき メイ）
声 - 上田麗奈
結婚詐欺師。下呂の婚活のアドバイザー。
普段は女性の恰好をしているが実際は男性。

### 婚活で出会った女性たち
姫川杏子
義賊。盗まれた美術品を元の持ち主に返す活動をしている。
嬉野シオリ（うれしの シオリ）
株式会社バルザックの次期社長。大学生。
赤倉ちなつ（あかくら ちなつ）
殺し屋ではなく身辺警護を行う『護り手』。下呂に運転手を依頼する。
蔵王エリナ（ざおう エリナ）
マフィアの一人娘。ちなつをボディーガードに雇っている。
氷見マコト（ひみ マコト）
シオリの友人。下呂にレンタル彼氏を依頼する。

### 使い手（殺し屋）

#### 『毒使い』関係者
下呂アカリ
ヒカルの妹。レズビアンで恋人と同棲中だが、兄の結婚相手が決まらない場合分家の男との間に子を作らされることになる。
下呂テルアキ
ヒカルとアカリの従兄弟。アカリと結婚し下呂家の次期当主に望まれていた。
花巻トシキ
『蟲使い』。下呂の友人。
顔にムカデの刺青を入れたスキンヘッドという強面だが、仕事に理解のある女性と結婚することになり、このことが下呂を婚活へと向かわせるきっかけとなる。
繋
『針使い』。
既婚子持ちで子煩悩。

#### その他の使い手
潮雫（うしお しずく）
『水使い』。姫川が狙う美術品を所持する組織に姫川の拷問を依頼される。
鳴子弦弥（なるこ げんや）
『音使い』。ある人物に依頼されシオリの命を狙う。
嵐山キミ恵（あらしやま キミエ）
『ハムスター使い』。下呂に自身のボディーガードを依頼する。下呂推し。
中川桃壱（なかがわ ぴいち）
殺し屋狩り。
元は読み切り作品「ハイパーハードスペシャルミッション」の主人公。
道後十四郎（どうご じゅうしろう）
『獣使い』。分家の使い手から血を奪い自身を最強の獣に変化させようと目論む。
道後十七子
『獣使い』当主。
鉄輪カズマ
『風使い』。一家の再興隆を目的に打倒下呂を目論む。
盃
『霊使い』。マコトの婚約者に雇われ結婚式を強引に成立させようとする。
別府レオ（べっぷ レオ）
『銃使い』の末端。格好つける一方何をやってもダメな日々を送っていたところをミユキに拾われた。
使い手としての素質はあるものの、メンタル面が弱い。
ミユキ
『銃使い』次期当主。衰退してしまった銃使い再興のため違法な手段で資金強奪を目論む。

## 評価
2022年8月、「次にくるマンガ大賞2022」のWebマンガ部門にて第8位に選出された。2023年2月、全国書店員が選んだおすすめコミック2023のスピンオフ企画「出版社コミック担当が選んだおすすめコミック 2023」にて5位を獲得。
本作のファンであるモグモは、「壮絶だけど清々しい世界観、個性豊かなキャラクター、美麗すぎる作画」と評している。

## 書誌情報
- 静脈（原作）、依田瑞稀（作画）『マリッジトキシン』集英社〈ジャンプ・コミックス〉、既刊14巻（2025年8月4日現在）
  1. 2022年8月4日発売[2][11]、ISBN 978-4-08-883213-5
  2. 2022年11月4日発売[4][12]、ISBN 978-4-08-883323-1
  3. 2023年2月3日発売[5][13]、ISBN 978-4-08-883333-0
  4. 2023年4月4日発売[6][14]、ISBN 978-4-08-883511-2
  5. 2023年7月4日発売[7][15]、ISBN 978-4-08-883581-5
  6. 2023年9月4日発売[16]、ISBN 978-4-08-883704-8
  7. 2023年12月4日発売[17]、ISBN 978-4-08-883749-9
  8. 2024年3月4日発売[18]、ISBN 978-4-08-883873-1
  9. 2024年6月4日発売[19]、ISBN 978-4-08-884036-9
  10. 2024年8月2日発売[20]、ISBN 978-4-08-884156-4
  11. 2024年11月1日発売[21]、ISBN 978-4-08-884302-5
  12. 2025年2月4日発売[22]、ISBN 978-4-08-884434-3
  13. 2025年5月2日発売[23]、ISBN 978-4-08-884544-9
  14. 2025年8月4日発売[24]、ISBN 978-4-08-884679-8